# 布鲁日—奥斯坦德运河
布鲁日—奥斯坦德运河（荷蘭語：Kanaal Brugge-Oostende）是比利时佛兰德地区的一条运河，长24.6千米，连接布魯日和奥斯坦德。该运河在布鲁日与另外三条运河相连：达默运河、根特—布鲁日运河和博杜安运河。